# Dryobates
Dryobates es un género de aves piciformes perteneciente a la familia Picidae. Sus miembros se distribuyen por el Holártico.

## Especies
El género contiene seis especies.
- Dryobates nuttallii - pico de Nuttall;
- Dryobates pubescens - pico pubescente;
- Dryobates scalaris - pico mexicano;
- Dryobates minor - pico menor;
- Dryobates cathpharius - pico pechirrojo;
- Dryobates pernyii - pico pechicarmesí.

El género fue propuesto por el naturalista alemán Friedrich Boie en 1826. El nombre Dryobates procede de los términos griegos druos que significa bosque y batēs que significa caminante.